# Ján Zlocha
Ján Zlocha (ur. 24 marca 1942 w Bratysławie, zm. 1 lipca 2013) – słowacki piłkarz, występujący na pozycji stopera.
Występował w takich klubach jak Slovan Bratysława, Spartak Trnawa i Dukla Praga. W reprezentacji Czechosłowacji wystąpił 4 razy, nie zdobywając żadnej bramki. Wraz z ekipą Czechosłowacji uczestniczył w MŚ 1970 w Meksyku. Jego brat, Ľudovít również grał w piłkę nożną, w zespole Slovan Bratysława.